# ファッツォ＝ファサーノ
ファッツォ＝ファサーノ（Fatso-Fasano）は、アメリカ合衆国の俳優。

## 出演作品
- カリフォルニケーション シーズン5
- 続ハリーズ・ロー　裏通り法律事務所
- デトロイト 1-8-7
- コールドケース７　ザ・ファイナル
- メンタリスト シーズン2
- サウスランド シーズン1
- アントラージュ★オレたちのハリウッド シーズン6
- ソウルメン
- Ｗｅｅｄｓ　～ママの秘密 シーズン4
- ボーダー
- Ｗｅｅｄｓ　～ママの秘密 シーズン3
- モテる男のコロし方
- Ｗｅｅｄｓ　～ママの秘密　（シーズン２） (2006)<TV>	ゲスト出演
- ＣＳＩ：６　科学捜査班 (2005～2006)<TV>	ゲスト出演
- NYPD BLUE　～ニューヨーク市警15分署　（シーズン12